# Campeonato de Segunda División 1918 (Argentina)
El Campeonato de Segunda División 1918 fue el vigésimo torneo de Segunda División y el decimonoveno campeonato de la tercera categoría, antecesor de la Primera B y Primera C. Fue organizado por la Asociación Argentina de Football, y disputado por terceros y cuartos equipos que competían en divisiones superiores, e instituciones con equipos de juveniles.
Los nuevos participantes fueron: los descendidos de División Intermedia Liberal Argentino, que regresó tras su última intervención en la temporada 1912, Honor y Patria, que volvió tras su última participación en la temporada 1912, Chacabuco, que regresó tras su última participación en la temporada 1915, y Belgrano, que hizo su debut en la categoría; los reafiliados Lanús y Suizo, que volvieron tras sus últimas intervenciones en la temporada 1916; y los nuevos afiliados debutantes Boedo, Bonaerense, Coghlan, El Aeroplano, El Porvenir, Empire, Enigma, España, Everest, General San Martín, Good Boys, Honor y Patria de Bernal, La Marina, Silvertown y Wanderers.
Se consagró campeón el Club San Fernando, tras vencer por 2 a 1 al Club Atlético del Plata en la final. Junto a Boca Alumni, obtuvieron el ascenso a División Intermedia.

## Ascensos y descensos
| Pos. | Ascendidos a División Intermedia 1918 |
| ---- | ------------------------------------- |
| 1.°  | Sp. Palermo                           |
| ZO   | Almagro                               |
| ZN   | Victoria                              |
| ZS   | Piñeyro                               |

| Pos. | Descendidos de División Intermedia 1917 |
| ---- | --------------------------------------- |
| 9.°  | Liberal Argentino                       |
| 10.° | Honor y Patria                          |
| 11.° | Chacabuco                               |
| 11.° | Belgrano                                |

| Afiliados          |
| ------------------ |
| Boedo              |
| Bonaerense         |
| Coghlan            |
| El Aeroplano       |
| El Porvenir        |
| Empire             |
| Enigma             |
| España             |
| Everest            |
| General San Martín |
| Good Boys          |
| Honor y Patria (B) |
| La Marina          |
| Sp. Lanús          |
| Silvertown         |
| Suizo              |
| Wanderers          |

| Desafiliados     |
| ---------------- |
| Sp. Argentino    |
| Sp. Belgrano     |
| Bristol          |
| Cambrian         |
| Federico Lacroze |
| Florida          |
| Francés          |
| Hipolito Vieytes |
| Juncal           |
| Sp. Martínez     |
| Radium           |
| Sud América      |
| Tigre Juniors    |

### Incorporaciones y relegamientos
| Incorporados al Torneo de Reserva 1918 |
| -------------------------------------- |
| Almagro II                             |

| Incorporados                |
| --------------------------- |
| Almagro III                 |
| Argentino de Banfield II    |
| Argentino de Quilmes III    |
| Argentinos Juniors III      |
| Argentinos Juniors IV       |
| Ciudadela II                |
| Estudiantes IV              |
| Estudiantes de La Plata III |
| Ferro Carril Oeste III      |
| General Mitre II            |
| Huracán IV                  |
| Sp. Lanús II                |
| Platense III                |
| Platense IV                 |
| Quilmes III                 |
| River Plate IV              |
| San Fernando II             |
| Tracción II                 |

| Incorporados del Torneo de Reserva 1917 |
| --------------------------------------- |
| Honor y Patria II                       |

| Retirados                  |
| -------------------------- |
| Atlanta III                |
| Sp. Avellaneda II          |
| Estudiantes Washington II  |
| Estudiantil Porteño III    |
| Porteño III                |
| San Lorenzo de Almagro III |
| Villa Ballester II         |

El número de participantes aumentó a 87.

## Sistema de disputa
Los equipos fueron divididos en 3 zonas geográficas. Las zonas Norte y Sur fueron divididas en 4 secciones, mientras la zona Oeste fue dividida en 3 secciones.
Cada zona tuvo una sección exclusiva para equipos alternativos de divisiones superiores, que no compitieron por los ascensos. El ganador de cada sección obtuvo el ascenso y se enfrentó con los ganadores de las demás secciones para definir al ganador de cada zona.
Los 3 ganadores de zona se enfrentaron entre sí a eliminación directa para definir al campeón.

## Equipos participantes
| Equipo                           | Ciudad               |
| -------------------------------- | -------------------- |
| Adrogué                          | Adrogué              |
| Almagro III                      | Buenos Aires         |
| Alvear                           | Buenos Aires         |
| América                          | Buenos Aires         |
| Argentino de Banfield            | Banfield             |
| Argentino de Banfield II         | Banfield             |
| Argentino de Quilmes III         | Quilmes              |
| Argentinos Juniors III           | Buenos Aires         |
| Argentinos Juniors IV            | Buenos Aires         |
| Avellaneda                       | Avellaneda           |
| Barracas III                     | Buenos Aires         |
| Barracas Juniors                 | Buenos Aires         |
| Belgrano                         | Buenos Aires         |
| Bellas Artes                     | Villa Ballester      |
| Bernal                           | Bernal               |
| Boca Alumni                      | Wilde                |
| Boca Juniors III                 | Buenos Aires         |
| Boedo                            | Buenos Aires         |
| Bonaerense                       |                      |
| Boulogne                         | Boulogne             |
| Chacabuco                        | Buenos Aires         |
| Ciudadela                        | Ciudadela            |
| Ciudadela II                     | Ciudadela            |
| Coghlan                          | Buenos Aires         |
| Comercio                         | Buenos Aires         |
| Compañía General de Buenos Aires | Buenos Aires         |
| Corinthians                      |                      |
| Del Plata                        | Buenos Aires         |
| Dock Sud                         | Dock Sud             |
| El Aeroplano                     | Valentín Alsina      |
| El Comercio                      |                      |
| El Porvenir                      | Gerli                |
| Empire                           |                      |
| Enigma                           |                      |
| Ensenada                         | Ensenada             |
| España                           |                      |
| Estudiantes III                  | Buenos Aires         |
| Estudiantes IV                   | Buenos Aires         |
| Estudiantes de Bernal            | Bernal               |
| Estudiantes de La Plata III      | La Plata             |
| Estudiantes Washington           |                      |
| Everest                          |                      |
| Ferro Carril Oeste III           | Buenos Aires         |
| Floresta                         | Buenos Aires         |
| General Mitre                    |                      |
| General Mitre II                 |                      |
| General San Martín               | San Martín           |
| Gimnasia y Esgrima III           | Buenos Aires         |
| Good Boys                        |                      |
| Honor y Patria                   | Bernal               |
| Honor y Patria                   | Buenos Aires         |
| Honor y Patria II                | Buenos Aires         |
| Huracán III                      | Buenos Aires         |
| Huracán IV                       | Buenos Aires         |
| Independiente III                | Avellaneda           |
| La Marina                        |                      |
| Lanus                            | Lanús                |
| Lanus II                         | Lanús                |
| Lanús III                        | Lanús                |
| Liberal Argentino                | Buenos Aires         |
| Nueva Chicago                    | Buenos Aires         |
| Olimpia                          |                      |
| Platense III                     | Buenos Aires         |
| Platense IV                      | Buenos Aires         |
| Plus Ultra                       |                      |
| Quilmes III                      | Quilmes              |
| Racing III                       | Avellaneda           |
| Ramos Mejía                      | Ramos Mejía          |
| River Plate III                  | Buenos Aires         |
| River Plate IV                   | Buenos Aires         |
| San Fernando                     | San Fernando         |
| San Fernando II                  | San Fernando         |
| San Isidro III                   | San Isidro           |
| Silvertown                       |                      |
| Suizo                            | Buenos Aires         |
| Talleres United                  | Remedios de Escalada |
| Talleres United II               | Remedios de Escalada |
| Tigre III                        | Tigre                |
| Torre                            |                      |
| Tracción                         | San Martín           |
| Tracción II                      | San Martín           |
| Unión                            | Caseros              |
| Villa Ballester                  | Villa Ballester      |
| Villa Real                       |                      |
| Villa Urquiza                    | San Martín           |
| Wanderers                        | Buenos Aires         |
| Wilde                            | Wilde                |

## Zona Norte

### Sección 1
| Pos | Equipo                 | Pts | PJ | PG | PE | PP |
| --- | ---------------------- | --- | -- | -- | -- | -- |
| 1.º | Tigre III              | 12  | 8  | 4  | 4  | 0  |
| 2.º | Estudiantes III        | 11  | 8  | 4  | 3  | 1  |
| 3.º | San Isidro III         | 9   | 8  | 3  | 3  | 2  |
| 4.º | Platense III           | 7   | 8  | 3  | 1  | 4  |
| 5.º | Estudiantes IV         | 1   | 8  | 0  | 1  | 7  |
| —   | Gimnasia y Esgrima III | —   | —  | —  | —  | —  |
| —   | Platense IV            | —   | —  | —  | —  | —  |

|  | Clasificado. |

### Sección 2
| Pos | Equipo            | Pts | PJ | PG | PE | PP |
| --- | ----------------- | --- | -- | -- | -- | -- |
| 1.º | Villa Real        | 14  | 10 | 5  | 4  | 1  |
| 1.º | Bonaerense        | 14  | 10 | 6  | 2  | 2  |
| 3.º | Boulogne          | 12  | 10 | 4  | 4  | 2  |
| 4.º | Liberal Argentino | 11  | 10 | 4  | 3  | 3  |
| 5.º | Villa Ballester   | 7   | 10 | 2  | 3  | 5  |
| 6.º | Tracción II       | 2   | 10 | 0  | 2  | 8  |
| —   | San Fernando II   | —   | —  | —  | —  | —  |

|  | Desempate. |

#### Desempate
| Villa Real | 2 - 0 | Bonaerense |

|  | Clasificado. Ascendió a División Intermedia. |

### Sección 3
| Pos | Equipo             | Pts | PJ | PG | PE | PP |
| --- | ------------------ | --- | -- | -- | -- | -- |
| 1.º | Alvear             | 26  | 14 | 13 | 0  | 1  |
| 2.º | Silvertown         | 17  | 14 | 8  | 1  | 5  |
| 3.º | Coghlan            | 17  | 14 | 8  | 5  | 1  |
| 4.º | Belgrano           | 15  | 14 | 7  | 1  | 6  |
| 5.º | General San Martín | 12  | 14 | 7  | 1  | 6  |
| 6.º | Everest            | 10  | 14 | 4  | 2  | 8  |
| 7.º | Unión (C)          | 8   | 14 | 4  | 0  | 10 |
| 8.º | Plus Ultra         | 7   | 14 | 3  | 1  | 10 |
| —   | Villa Urquiza      | —   | —  | —  | —  | —  |

|  | Clasificado. Ascendió a División Intermedia. |

### Sección 4
| Pos | Equipo       | Pts | PJ | PG | PE | PP |
| --- | ------------ | --- | -- | -- | -- | -- |
| 1.º | San Fernando | 18  | 10 | 9  | 0  | 1  |
| 2.º | Tracción     | 17  | 10 | 8  | 1  | 1  |
| 3.º | América      | 8   | 10 | 3  | 2  | 5  |
| 4.º | El Comercio  | 8   | 10 | 3  | 2  | 5  |
| 5.º | Comercio     | 5   | 10 | 2  | 1  | 7  |
| 6.º | Good Boys    | 4   | 10 | 2  | 0  | 8  |

|  | Clasificado. Ascendió a División Intermedia. |

## Zona Oeste

### Sección 1
| Pos | Equipo                 | Pts | PJ | PG | PE | PP |
| --- | ---------------------- | --- | -- | -- | -- | -- |
| 1.º | Huracan III            | 17  | 10 | 7  | 3  | 0  |
| 2.º | Ferro Carril Oeste III | 16  | 10 | 7  | 2  | 1  |
| 3.º | Huracan IV             | 12  | 10 | 5  | 2  | 3  |
| 4.º | Sp. Barracas III       | 12  | 10 | 5  | 2  | 3  |
| 5.º | Argentinos Juniors III | 5   | 10 | 2  | 1  | 7  |
| 6.º | Argentinos Juniors IV  | 2   | 10 | 1  | 0  | 9  |
| —   | Almagro III            | —   | —  | —  | —  | —  |

|  | Clasificado. |

### Sección 2
| Pos | Equipo                           | Pts | PJ | PG | PE | PP |
| --- | -------------------------------- | --- | -- | -- | -- | -- |
| 1.º | Del Plata                        | 20  | 10 | 10 | 0  | 0  |
| 2.º | Compañía General de Buenos Aires | 15  | 10 | 7  | 1  | 2  |
| 3.º | Ramos Mejía                      | 10  | 10 | 5  | 0  | 5  |
| 4.º | Boedo                            | 8   | 10 | 3  | 2  | 5  |
| 5.º | Honor y Patria                   | 4   | 10 | 2  | 0  | 8  |
| 6.º | Ciudadela                        | 3   | 10 | 1  | 1  | 8  |
| —   | General Mitre II                 | —   | —  | —  | —  | —  |
| —   | Olimpia                          | —   | —  | —  | —  | —  |

|  | Clasificado. Ascendió a División Intermedia. |

### Sección 3
| Pos | Equipo                 | Pts | PJ | PG | PE | PP |
| --- | ---------------------- | --- | -- | -- | -- | -- |
| 1.º | Nueva Chicago          | 23  | 14 | 9  | 5  | 0  |
| 1.º | España                 | 23  | 14 | 10 | 3  | 1  |
| 1.º | General Mitre          | 23  | 14 | 10 | 3  | 1  |
| 4.º | Floresta               | 11  | 14 | 5  | 1  | 8  |
| 5.º | Enigma                 | 11  | 14 | 6  | 1  | 7  |
| 6.º | La Marina              | 11  | 14 | 4  | 3  | 7  |
| 7.º | Estudiantes Washington | 8   | 14 | 4  | 0  | 10 |
| 8.º | Honor y Patria II      | 0   | 14 | 0  | 0  | 14 |
| —   | Ciudadela II           | —   | —  | —  | —  | —  |

|  | Desempate. |

#### Desempate
|  | Semifinales   | Semifinales |               |               | Final | Final |  |
|  |               |             |               |               |       |       |  |
|  |               |             |               |               |       |       |  |
|  | Nueva Chicago | 3           |               |               |       |       |  |
|  | Nueva Chicago | 3           |               |               |       |       |  |
|  | España        | 2           |               |               |       |       |  |
|  | España        | 2           |               | Nueva Chicago | 2     |       |  |
|  |               |             |               | Nueva Chicago | 2     |       |  |
|  |               |             | General Mitre | 1             |       |       |  |
|  |               |             | General Mitre | 1             |       |       |  |
|  |               |             |               |               |       |       |  |
|  |               |             |               |               |       |       |  |
|  |               |             |               |               |       |       |  |
|  |               |             |               |               |       |       |  |

Semifinal
| Nueva Chicago | 3 - 2 | España |

Final
| Nueva Chicago | 2 - 1 | General Mitre |

|  | Clasificado. Ascendió a División Intermedia. |

## Zona Sur

### Sección 1
| Pos | Equipo                      | Pts | PJ | PG | PE | PP |
| --- | --------------------------- | --- | -- | -- | -- | -- |
| 1.º | Independiente III           | 22  | 12 | 11 | 0  | 1  |
| 2.º | Quilmes III                 | 17  | 12 | 8  | 1  | 3  |
| 3.º | Lanus III                   | 14  | 12 | 7  | 0  | 5  |
| 4.º | Boca Juniors III            | 12  | 12 | 5  | 2  | 5  |
| 5.º | Racing III                  | 8   | 12 | 4  | 0  | 8  |
| 6.º | Argentino de Quilmes III    | 7   | 12 | 3  | 1  | 8  |
| 7.º | River Plate III             | 4   | 12 | 1  | 2  | 9  |
| —   | River Plate IV              | —   | —  | —  | —  | —  |
| —   | Estudiantes de La Plata III | —   | —  | —  | —  | —  |

|  | Clasificado. |

### Sección 2
| Pos | Equipo                | Pts | PJ | PG | PE | PP |
| --- | --------------------- | --- | -- | -- | -- | -- |
| 1.º | Sp. Avellaneda        | 16  | 10 | 7  | 2  | 1  |
| 1.º | Barracas Juniors      | 16  | 10 | 7  | 2  | 1  |
| 3.º | Argentino de Banfield | 11  | 10 | 4  | 3  | 3  |
| 4.º | Corinthians           | 8   | 10 | 2  | 4  | 4  |
| 5.º | Dock Sud              | 5   | 10 | 2  | 1  | 7  |
| 6.º | El Porvenir           | 4   | 10 | 1  | 2  | 7  |
| —   | Talleres United       | —   | —  | —  | —  | —  |
| —   | Suizo                 | —   | —  | —  | —  | —  |

|  | Desempate. |

#### Desempate
| Avellaneda | 1 - 0 | Barracas Juniors |

|  | Clasificado. Ascendió a División Intermedia. |

### Sección 3
| Pos | Equipo             | Pts | PJ | PG | PE | PP |
| --- | ------------------ | --- | -- | -- | -- | -- |
| 1.º | Boca Alumni        | 18  | 10 | 8  | 0  | 2  |
| 2.º | Chacabuco          | 15  | 10 | 6  | 3  | 1  |
| 3.º | Empire             | 14  | 10 | 7  |    | 3  |
| 4.º | Honor y Patria (B) | 7   | 10 | 3  | 1  | 6  |
| 5.º | Bernal             | 3   | 10 | 1  | 1  | 8  |
| 6.º | Torre              | 3   | 10 | 1  | 1  | 8  |
| —   | Talleres United II | —   | —  | —  | —  | —  |
| —   | Sp. Lanus          | —   | —  | —  | —  | —  |

|  | Clasificado. Ascendió a División Intermedia. |

### Sección 4
| Pos | Equipo                   | Pts | PJ | PG | PE | PP |
| --- | ------------------------ | --- | -- | -- | -- | -- |
| 1.º | Wilde                    | 17  | 12 | 5  | 7  | 0  |
| 2.º | Adrogué                  | 16  | 12 | 7  | 2  | 3  |
| 3.º | El Aeroplano             | 16  | 12 | 6  | 4  | 2  |
| 4.º | Ensenada                 | 13  | 12 | 4  | 3  | 5  |
| 5.º | Bellas Artes             | 10  | 12 | 3  | 4  | 5  |
| 6.º | Estudiantes de Bernal    | 7   | 12 | 3  | 1  | 8  |
| 7.º | Wanderers                | 7   | 12 | 3  | 1  | 8  |
| —   | Argentino de Banfield II | —   | —  | —  | —  | —  |
| —   | Sp. Lanús II             | —   | —  | —  | —  | —  |

|  | Clasificado. Ascendió a División Intermedia. |

## Fase final
Se enfrentaron los ganadores de cada zona: Boca Alumni, San Fernando y Del Plata. Dos de los equipos se enfrentaron para definir a los dos finalistas.

### Final
|  | San Fernando | 2:1 | Del Plata |  |  |

|                                  |
|                                  |
| Campeón San Fernando 1.er título |

## Ascenso y descensos
Ascendieron San Fernando, Del Plata, Boca Alumni, Villa Real, Alvear, Avellaneda, Nueva Chicago y Wilde, como ganadores de sección. Fueron promovidos Barracas Juniors y Belgrano. Pasaron a División Intermedia.
Descendieron Silvertown y Suizo, al pasar a Tercera División.